# Ла-Нёвель-ле-Люр
Ла-Нёве́ль-ле-Люр (фр. La Neuvelle-lès-Lure) — коммуна во Франции, находится в регионе Франш-Конте. Департамент — Верхняя Сона. Входит в состав кантона Люр-Нор. Округ коммуны — Люр.
Код INSEE коммуны — 70385.

## География
Коммуна расположена приблизительно в 340 км к востоку от Парижа, в 70 км северо-восточнее Безансона, в 32 км к востоку от Везуля.
По территории коммуны протекает река Оньон.

## Население
Население коммуны на 2010 год составляло 335 человек.
| 1962 | 1968 | 1975 | 1982 | 1990 | 1999 | 2010 |
| ---- | ---- | ---- | ---- | ---- | ---- | ---- |
| 253  | 242  | 249  | 257  | 254  | 280  | 335  |

## Экономика
В 2010 году среди 205 человек трудоспособного возраста (15—64 лет) 153 были экономически активными, 52 — неактивными (показатель активности — 74,6 %, в 1999 году было 67,4 %). Из 153 активных жителей работали 141 человек (74 мужчины и 67 женщин), безработных было 12 (5 мужчин и 7 женщин). Среди 52 неактивных 15 человек были учениками или студентами, 25 — пенсионерами, 12 были неактивными по другим причинам.